# 軍隊符号

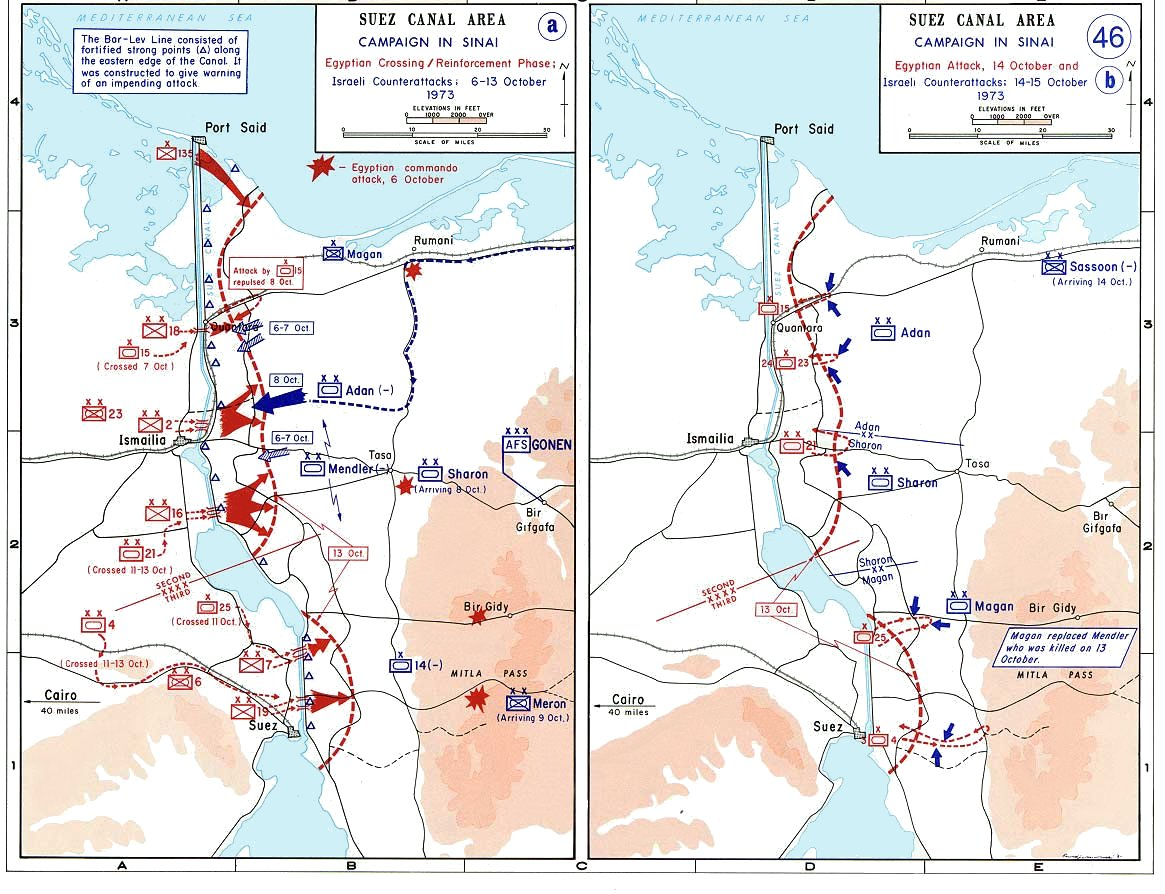
NATO式の軍隊符号を利用した作図例。第四次中東戦争におけるシナイ半島の戦闘経過を示したもの。

軍隊符号（ぐんたいふごう、英: Military symbol）もしくは兵科記号（へいかきごう）は、軍事上の作業に用いられている文字、数字、略号、色などから成る記号の総称である。自衛隊においては部隊符号（ぶたいふごう）と呼ばれる。

## 概説
戦術の作業を実施する場合には地形図に彼我の部隊や特定施設などの状態と位置を描き込んで状況図を作成する。この際に図上の情報の効率化と簡略化のために一定の軍隊符号が一般的に用いられている。
この軍隊符号は大規模な部隊だけではなく、小規模な部隊にまで細かく定められている。また部隊だけではなく司令部や本部、通信所や情報所等の軍事施設の符号や、歩兵、機関銃、戦車、火砲等の最小の戦闘単位までをも表せるように符合が決められており、戦術作業で活用される。
国別に異なるものであり、陣営が異なると全く異なる様式となる。西側諸国においては、北大西洋条約機構標準の兵科記号が標準化され、広く用いられている。これはアメリカ陸軍が使用していたものを土台にしたもので、陸上部隊ならば四角をベースとし、枠内に兵科を、上部に部隊規模を示すものとなっている。西側諸国においてはフランスを除き、旅団以上の規模表示について指揮する将官の星数が軍隊符号と同じである（軍隊の編制の「各国陸軍の編制」と高官の階級章参照）。第二次世界大戦時のドイツ陸軍では、菱形は戦車部隊、旗マークで部隊規模を示すなどしていた。

## 日本

### 日本陸軍

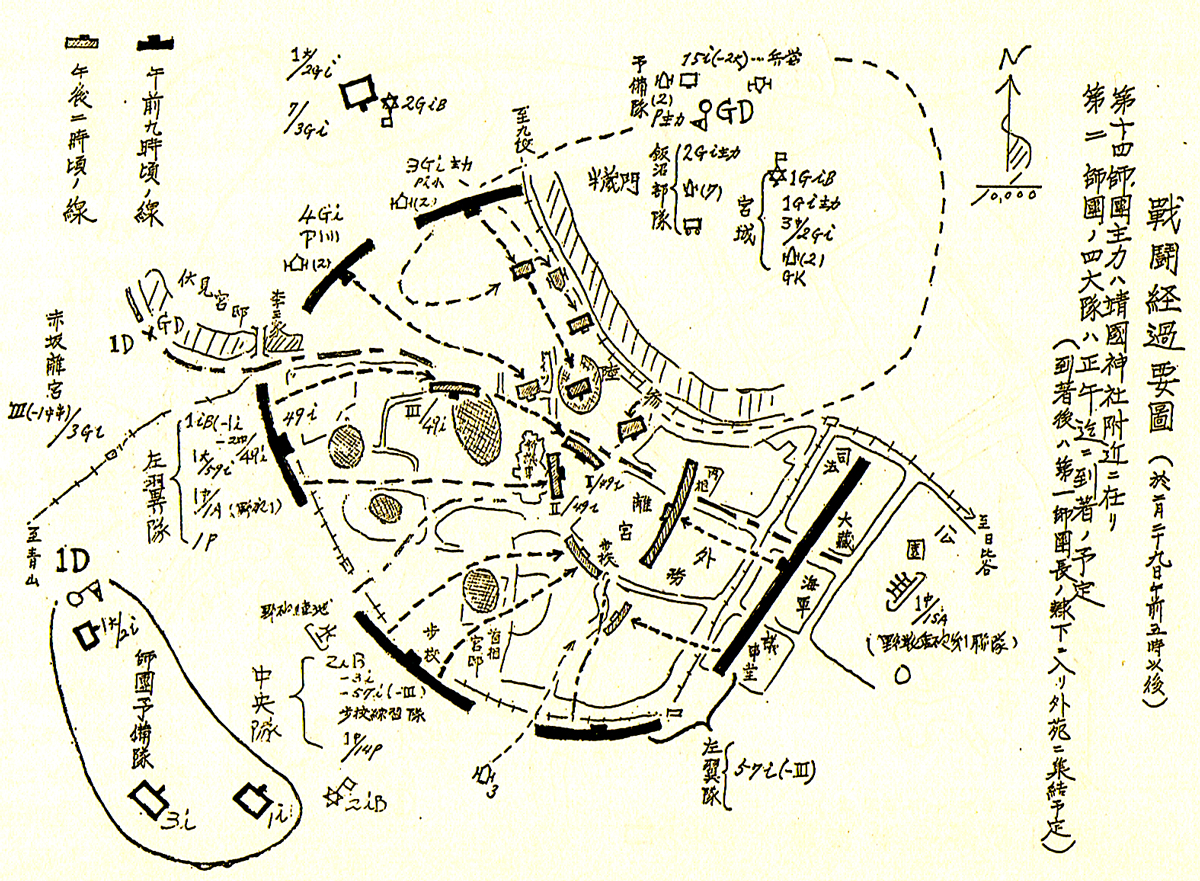
日本陸軍式の軍隊符号による作図例、それぞれ多数の「隊標」・「略字」が使用されている（二・二六事件の際の鎮圧部隊の行動）。たとえば右下の「57i (-III)」とは「第3大隊を欠いた歩兵第57連隊」を意味する

大日本帝国陸軍の軍隊（この「軍隊」とは官衙や学校を除くいわゆる「部隊」を意味する）においては、隊号・種類・兵種等を簡略表記した符号として、記号である「隊標」と文字である「略字」が使用され、これらが「軍隊符号」と総称された。これらの符号は彼我の両軍を標示する際は著色されることもあり、その場合は通常自軍は「藍色（青色）」に、敵軍は「赤色」とする。

#### 隊標
「隊標」は、図案化された「旗」、「四角」・「三角」・「矢印」の記号、「丸印」や「星印」や「十字」など極めて多種多様のものであり、またこれら記号を組み合わせた「隊標」も多い。たとえば大本営は「黒点を付した四角旗を付した中黒の丸印」、歩兵の師団司令部は「縦二色の三角旗を付した白丸」、歩兵の旅団司令部は「六芒星」、歩兵の連隊本部は「真白の四角旗を付した中黒の丸印」である。

#### 略字
「略字」は、主にフランス語・ドイツ語・英語・日本語（ローマ字表記を主にする）の頭文字が用いられ、またラテン文字（大文字と小文字）・日本語文字およびアラビア数字・ローマ数字・漢数字によって臨機応変に構成される。主要な例としては、兵科・兵種およびその部隊などには以下の略字が、
- 「i（歩兵）」、「A（砲兵）」、「K（騎兵）」、「P（工兵）」、「T（輜重兵）」、「S（衛生隊）」、「E（鉄道隊）」等

陸軍の編制で基幹となる単位においては以下が使用されていた。
- 「SA（総軍）」、「HA（方面軍）」、「A（軍）」、「D（師団）」、「B（旅団・団）」、「R（連隊）」、「b（大隊）」、「K ないし c（中隊）」等

陸軍航空部隊では概ね「F」を冠し
- 「FSA（航空総軍）」、「FA（航空軍）」、「FD（飛行師団） / KD（航空師団）」、「FB（飛行団）」、「FR ないし F（飛行戦隊）」、「Fc（飛行中隊）」等

陸軍船舶部隊においては概ね「Se」を冠し、
- 「SeC（船舶司令部）」、「SeU（船舶輸送司令部）」、「SeH（船舶兵団司令部）」、「SeD（船舶団司令部）」、「SeY（揚陸隊）」、「SeP（船舶工兵連隊）」、「SeTL（船舶通信連隊）」、「SeA（船舶砲兵連隊）」等

兵器ないしその兵器を運用する部隊は
- 「MW（擲弾筒）」、「LG（軽機関銃）」、「MG（機関銃隊・重機関銃）」、「MA（機関砲隊・機関砲）」、「TA（速射砲隊・速射砲）」、「iA（歩兵砲隊・歩兵砲）、「RiA（連隊砲隊・連隊砲）」、「biA（大隊砲隊・大隊砲）、「K（加農）」、「H（榴弾砲）」、「M（臼砲」、「AA（高射砲）」、「HMG（高射機関銃）」、「HMA（高射機関砲）」、「TK（戦車・戦車隊）」、「LTK（軽戦車）」、「MTK（中戦車）」、「STK（重戦車）」、「PW（装甲車・装甲車隊）」等

と称した。
「近衛」の称呼を冠する諸部隊は略字の頭に「G」を冠し（「GD（近衛師団）」、「1Gi（近衛歩兵第1連隊）」、「GK（近衛騎兵連隊）」等）、「混成」の諸部隊は「M」を冠し（「1MBs（独立混成第1旅団）」等）、「特設」する諸部隊は「Ex」を冠し（「31ExHMA（特設第31機関砲隊）」等）、「独立」の称呼を冠する部隊は「s」を略字の後尾に付し、たとえば独立歩兵大隊は「s（独立）+i（歩兵）+b（大隊）」から「ibs」、独立飛行中隊は「s（独立）+Fc（飛行中隊）」から「Fcs」などと称す。
隊号はその数字を略字に冠し、「2SA（第2総軍）」、「8HA（第8方面軍）」、「10A（第10軍）」、「3FA（第3航空軍）」、「2GD（近衛第2師団）」、「18D（第18師団）」、「2Gi（近衛歩兵第2連隊）」、「321i（歩兵第321連隊）」、「1TD / 1TKD（戦車第1師団）」、「64FR（飛行第64戦隊）」、「100ibs（独立歩兵第100大隊）」、「81Fcs（独立飛行第81中隊）」等と称す。このほか、「明KFD（明野教導飛行師団）」や「常KFD（常陸教導飛行師団）」のように日本語文字を冠する略字も存在する。
部隊内の部隊・隊を表記する際、大隊はローマ数字（「I（第1大隊）」、「II（第2大隊）」、「III（第3大隊）」等）とし、中隊はアラビア数字（「1（第1中隊）」、「2（第2中隊」」、「3（第3中隊」等）となるほか、「4大（第4大隊） 」や「五中（第5中隊）」など漢字・漢数字も使用される。上級部隊の番号を併記する際は斜線を用い「II/2i（歩兵第2連隊第2大隊）」、「3.4/3i（歩兵第3連隊第3・第4中隊）」等とする。さらに、小隊および分隊を示す場合は、中隊を単位とする分数を用い「1|3 9/4i（歩兵第4連隊第9中隊の1小隊」、「1|16 2/5K（騎兵第5連隊第2中隊の1分隊）」とする。
しかしながら、これら軍隊符号の略字は必ずしも固有のものではなく便宜的なものでもあり、たとえば総軍を指す「SA」は兵種たる野戦重砲兵（砲兵のなかでも野戦重砲たる10cm加農・15cm榴弾砲を運用する部隊）を指すものでもあり、また総軍たる支那派遣軍は「CGA」、南方軍は「NA」と、第二次大戦末期に編成された第1総軍(1SA)・第2総軍(2SA)・航空総軍(FSA)と異なり「SA」を使用していない。また、南方軍の「NA」も陸軍の軍隊符号においては海軍砲（海岸砲）を指すものでもある。